# Mount Powell
Mount Powell är ett berg i Antarktis. Det ligger i Västantarktis. Chile gör anspråk på området. Toppen på Mount Powell är 2 195 meter över havet.
Terrängen runt Mount Powell är varierad. Trakten är obefolkad. Det finns inga samhällen i närheten.